# Юношество
«Юношество» — ілюстрований місячник для юнацтва Чехо-Словацького Червоного Хреста, видання відділу Чехо-Словацького Червоного Хреста для Підкарпатської Русі. Виходив у Мукачевому в 1930—1938 роках. Головний редактор — Д. Пек (1930—1931) і Серенчи (1931—1938).